# (33419) Wellman
1999 CD112 (asteroide 33419) é um asteroide da cintura principal. Possui uma excentricidade de 0.05793840 e uma inclinação de 9.45794º.
Este asteroide foi descoberto no dia 12 de fevereiro de 1999 por LINEAR em Socorro.